# Studia Ruthenica
Studia Ruthenica је научно-стручни часопис (годишњак) који издаје Друштво за русински језик, књижевност и културу са седиштем у Новом Саду. Часопис је покренут 1975. године, под првобитним насловом: Творчосц, а почевши од двоброја 14-15 (1988-1989) излази под новим насловом: Studia Ruthenica. У часопису се објављују научни радови и стручни прилози из области русинистике, са тежиштем на темама из области проучавања русинског језика и књижевности, укључујући и шири спектар тема из области проучавања русинске и шире источнословенске културно-историјске баштине на просторима Србије и бивше Југославије.
Часопис Studia Ruthenica не треба мешати са сродним русинским, такође новосадским часописом Русинистични студиï, који је покренут 2017. године, а чији је енглески поднаслов (Ruthenian Studies) идентичан са значењем латинског израза Studia Ruthenica.

## О часопису
Часопис је научно-стручни и излази једном годишње на русинском језику са сажецима на српском и енглеском језику. Бави се темама из књижевности и културе. Друштво издаје свој годишњак у којем се објављују прилози сарадника који разрађују питања језика, књижевности и културе као и написи из етнологије, етнографије, етномузикологије и други, a везани су за језички и духовни идентитет Русина. Објављују се и информације из домена статутарне делатности Друштва.
Studia Ruthenica је категорисан часопис од стране Министарства просвете, науке и технолошког развоја Републике Србије у 2016. години.

### Историја
Друштво за русински језик, књижевност и културу основано је 4. децембра 1970. године у Новом Саду, под првобитним називом: Друштво за русински језик и књижевност (рсн. Дружтво за руски язик и литературу). Почевши од 1975. године, друштво је почело да издаје годишњак под насловом Творчосц (што значи стваралаштво). Под тим насловом је објављено првих 13 бројева (1975-1987). Почевши од двоброја 14-15 (1988-1989) годишњак је променио назив, усвојивши латински наслов: Studia Ruthenica, са накнадно додатим (1993) русинским поднасловом: зборнїк роботох (што значи: зборник радова).
Промена назива је извршена недуго након научног скупа посвећеног стваралаштву Михајла Ковача, који је одржан 12. априла 1989. године у Новом Саду. Тим поводом, за новог главног и одговорног уредника постављен је проф. др Јулијан Тамаш. У првом броју часописа Studia Ruthenica, уредништво је промену назива образложило на следећи начин:
У вязи зоз тим и преход "Творчосци" на старосц людзох зоз Катедри за руски язик и литературу Филозофского факултета, чийо тринац числа останю шветли зародок рускей филологиї. Тот дворочнїк меня назву до Studia Ruthenica, пре легчейше и прецизнейше медзинaродне препознаване проблематики яку будзе третировац на своїх бoкox, не одрекаюци ше шветлого шлїду "Творчосци".
Иако је промену назива покушало да образложи наводним лакшим и прецизнијим међународним препознавањем тематике која ће бити третирана на страницама овог часописа, уредништво је пропустило да пружи одговоре на питања, због чега је уместо међународно признатог назива за Русине (енгл. Rusyns) одабрана архаична латинска рутенска одредница, која је током историје била предмет бројних злоупотреба у анти-русинској литератури, и на који ће начин управо тај термин, који се у светској науци употребљава за егзонимско означавање знатно ширег источнословенског корпуса, допринети "лакшем и прецизнијем" међународном препознавању овог часописа, који је посвећен првенствено Русинима и њиховој историјској и културној баштини. Током наредних година, тадашњи главни и одговорни уредник (Јулијан Тамаш) за чијег је мандата извршено преименовање часописа, отворено се изјаснио за укључивање русинског народа у шири украјински национални корпус.

### Периодичност излажења
Зборник радова Studia Ruthenicа излази једном годишње, а радови се објављују на русинском језику са резимеима на српском и енглеском језику.

### Типови радова
- Оригинални истраживачки радови који нису претходно публиковани;
- Предавања и/или индивидуални радови представљени на стручним скуповима, округлим столовима, лингвистичким данима који нису публиковани у другим часописима и зборницима радова;
- Рецензије књига и монографских издања и информације из домена статутарне и програмске делатности Друштва.

## Уредништво и аутори

### Главни и одговорни уредници
- Ђура Варга (рсн. Дюра Варґа), бр. 1 - бр. 5;[9]
- Ђура Лаћак (рсн. Дюра Латяк), бр. 6 - бр. 7;
- Гаврил Колесар (рсн. Гавриїл Колєсар), бр. 8 - бр. 10;
- Ирина Харди Ковачевић (рсн. Ирина Гарди Ковачевич), бр. 11 - бр. 12;
- Јанко Рац (рсн. Янко Рац), бр. 13;

Садашњи главни и одговорни уредник (од 2015):
- проф. др Јулијан Рамач (рсн. Юлиян Рамач)

### Чланови уредништва
- др Александер Д. Дуличенко (Александер Д. Дуличенко)
- мр Хелена Међеши (Гелена Медєши)
- мр Ксенија Сегеди (Ксения Сеґеди)
- др Оксана Тимко Дитко (Оксана Тимко Дїтко)
- мср. Сенка Бечик (Сенка Бенчик)
- др Михајло Фејса (Михайло Фейса).

### Аутори прилога
За часопис пишу стручњаци из области русинског језика, књижевности и културе из земље, региона, Европе и света (Хрватска,Мађарска, Словачка, Пољска, Естонија, Канада, САД, Јапан итд).

## Галерија
- Studia Ruthenica, 2014.
- Studia Ruthenica, 2015.
- Studia Ruthenica, 2016.
- Studia Ruthenica, 2017.